# دی‌کلرودی‌فنیل‌دی‌کلرواتیلن
دی‌کلرودی‌فنیل‌دی‌کلرواتیلن (به انگلیسی: Dichlorodiphenyldichloroethylene) با فرمول شیمیایی C۱۴H۸Cl۴ یک ترکیب شیمیایی با شناسه پاب‌کم ۳۰۳۵ است. که جرم مولی آن ۳۱۸٫۰۲ g/mol می‌باشد. 